# Ermanno Maciocio
Ermanno Maciocio, soprannominato "Rosso" (Lercara Friddi, 25 settembre 1923 – Cengio, 2 novembre 1944), è stato un partigiano italiano, medaglia d'oro al valor militare alla memoria.

## Biografia
Aveva frequentato le scuole medie a Savona, dove si era trasferita la sua famiglia, e si apprestava ad entrare nella Marina militare, dove era stato già immatricolato come fuochista. Dopo la dichiarazione dell'armistizio, il ragazzo rifiutò di servire nella repubblica di Salò e si diede alla macchia.
Entrato - col nome di battaglia di "Rosso" - nelle prime formazioni partigiane che si stavano costituendo sui monti della Liguria, Maciocio fu inquadrato nella Brigata Garibaldi "Val Bormida" della Divisione "Fumagalli". Partecipò valorosamente alle azioni di Calizzano, Noceto e Finale Ligure. Passato a operare nella zona di Cairo Montenotte, "Rosso" fu tra i partigiani che assaltarono il "Santuario" e le batterie di Cadibona. Finito in un'imboscata con pochi compagni, all'intimazione di resa aprì il fuoco, ma cadde sul luogo dello scontro nel giorno dei defunti. Nel 1950, il Presidente della Repubblica Luigi Einaudi ha decretato la medaglia d'oro al valor militare alla memoria di Ermanno Maciocio.